# Lijst van heersers van Bohemen
Dit is een lijst van hertogen en koningen van Bohemen.
| Naam                     | Periode                  | Opmerkingen              |
| Vroege dubieuze heersers | Vroege dubieuze heersers | Vroege dubieuze heersers |
| ------------------------ | ------------------------ | ------------------------ |
| Marobud                  | 2e eeuw                  |                          |
| Bohemus                  | mythisch                 |                          |
| Krok                     | mythisch                 |                          |
| Samo                     | 7e eeuw                  |                          |
| Libuše                   | mythisch                 | dochter van Krok         |
| Přemysl de Ploeger       | mythisch                 | echtgenoot van Libuše    |
| Nezamysl                 | mythisch                 | zoon                     |
| Mnata                    | mythisch                 | zoon                     |
| Vojen                    | mythisch                 | zoon                     |
| Unislav                  | mythisch                 | zoon                     |
| Křesomysl                | mythisch                 | zoon                     |
| Meklan                   | mythisch                 | zoon                     |
| Hostivit                 | mythisch                 | zoon                     |
| Witizla                  | ca. 850                  | ?                        |

## Hertogen
| Naam                    | Periode      | Opmerkingen                                    |
| PREMYSLIDEN             | PREMYSLIDEN  | PREMYSLIDEN                                    |
| ----------------------- | ------------ | ---------------------------------------------- |
| Bořivoj I               | 870 - 894    | zoon van Hostivit                              |
| Spytihněv I             | 894 - 915    | zoon                                           |
| Vratislav I             | 915 - 921    | broer                                          |
| Wenceslaus I de Heilige | 921 - 929/35 | zoon                                           |
| Boleslav I de Wrede     | 929/35 - 967 | broer                                          |
| Boleslav II de Vrome    | 967 - 999    | zoon                                           |
| Boleslav III de Rode    | 999 - 1002   | zoon                                           |
| PIASTEN                 |              |                                                |
| Vladivoj                | 1002 - 1003  | halfbroer van Bolesław I van Polen             |
| PREMYSLIDEN             |              |                                                |
| Jaromír                 | 1003         | halfbroer van Boleslav III van Bohemen         |
| Boleslav III de Rode    | 1003         | opnieuw                                        |
| PIASTEN                 |              |                                                |
| Boleslav IV             | 1003 - 1004  | + koning van Polen                             |
| PREMYSLIDEN             |              |                                                |
| Jaromír                 | 1004 - 1012  | opnieuw                                        |
| Oldřich                 | 1012 - 1033  | broer                                          |
| Jaromír                 | 1033 - 1034  | opnieuw                                        |
| Oldřich                 | 1034         | opnieuw                                        |
| Břetislav I             | 1035 - 1055  | zoon                                           |
| Spythiněv II            | 1055 - 1061  | zoon                                           |
| Vratislav II            | 1061 - 1092  | broer; vanaf 1085 koning                       |
| Koenraad I              | 1092         | broer                                          |
| Břetislav II            | 1092 - 1100  | neef, zoon van Vratislav II                    |
| Bořivoj II              | 1100 - 1107  | broer                                          |
| Svatopluk II            | 1107 - 1109  | kleinzoon van Břetislav I                      |
| Wladislaus I            | 1109 - 1117  | oom, zoon van Vratislav II                     |
| Bořivoj II              | 1117 - 1120  | opnieuw                                        |
| Wladislaus I            | 1120 - 1125  | opnieuw                                        |
| Soběslav I              | 1125 - 1140  | broer                                          |
| Wladislaus II           | 1140 - 1172  | neef, zoon van Wladislaus I; vanaf 1158 koning |
| Frederik                | 1172 - 1173  | zoon                                           |
| Soběslav II             | 1173 - 1178  | neef, zoon van Soběslav I                      |
| Frederik                | 1178 - 1189  | opnieuw                                        |
| Koenraad II Otto        | 1189 - 1191  | zoon van Koenraad II van Moravië               |
| Wenceslaus II           | 1191 - 1192  | zoon van Soběslav I                            |
| Ottokar I               | 1192 - 1193  | zoon van Wladislaus II                         |
| Hendrik Břetislav       | 1193 - 1197  | kleinzoon van Wladislaus I                     |
| Wladislaus Hendrik      | 1197         | zoon van Wladislaus II                         |
| Ottokar I               | 1197 - 1198  | opnieuw                                        |

## Koningen
| Naam                     | Periode     | Opmerkingen                                         |
| PREMYSLIDEN              | PREMYSLIDEN | PREMYSLIDEN                                         |
| ------------------------ | ----------- | --------------------------------------------------- |
| Ottokar I                | 1198 - 1230 |                                                     |
| Wenceslaus I             | 1230 - 1253 | zoon                                                |
| Ottokar II               | 1253 - 1278 | zoon                                                |
| Wenceslaus II            | 1278 - 1305 | zoon                                                |
| Wenceslaus III           | 1305 - 1306 | zoon                                                |
| HUIS HABSBURG            |             |                                                     |
| Rudolf I                 | 1306 - 1307 | echtgenoot van Elisabeth, weduwe van Wenceslaus II  |
| HUIS TIROL               |             |                                                     |
| Hendrik                  | 1307 - 1310 | echtgenoot van Anna, dochter van Wenceslaus II      |
| HUIS LUXEMBURG           |             |                                                     |
| Jan de Blinde            | 1310 - 1346 | echtgenoot van Elizabeth, dochter van Wenceslaus II |
| Karel I                  | 1346 - 1378 | zoon                                                |
| Wenceslaus IV            | 1378 - 1419 | zoon                                                |
| Sigismund                | 1419 - 1420 | zoon                                                |
|                          | 1420 - 1436 | Interregnum (Hussietenoorlogen)                     |
| Sigismund                | 1436 - 1437 | hersteld                                            |
| HUIS HABSBURG            |             |                                                     |
| Albrecht                 | 1437 - 1439 | echtgenoot van Elizabeth, dochter van Sigismund     |
| Ladislaus Posthumus      | 1439 - 1457 | zoon                                                |
| HUIS PODIEBRAD           |             |                                                     |
| George                   | 1458 - 1471 |                                                     |
|                          | 1469 - 1490 | tegenkoning Matthias Corvinus van Hongarije         |
| HUIS JAGIELLO            |             |                                                     |
| Wladislaus               | 1471 - 1516 | neef Ladislaus Posthumus                            |
| Lodewijk                 | 1516 - 1526 | zoon                                                |
| HUIS HABSBURG            |             |                                                     |
| Ferdinand I              | 1526 - 1564 | echtgenoot van Anna, de zus van Lodewijk            |
| Maximiliaan              | 1564 - 1576 | zoon                                                |
| Rudolf II                | 1576 - 1611 | zoon                                                |
| Matthias                 | 1611 - 1618 | zoon                                                |
| Ferdinand II             | 1618 - 1619 | zoon                                                |
| HUIS WITTELSBACH         |             |                                                     |
| Frederik de Winterkoning | 1619 - 1620 |                                                     |
| HUIS HABSBURG            |             |                                                     |
| Ferdinand II             | 1620 - 1627 | (hersteld)                                          |
| Ferdinand III            | 1627 - 1657 | zoon                                                |
| Ferdinand IV             | 1646 - 1654 | zoon                                                |
| Leopold I                | 1657 - 1705 | zoon van Ferdinand III                              |
| Jozef I                  | 1705 - 1711 | zoon                                                |
| Karel VI                 | 1711 - 1740 | broer                                               |
| Maria Theresia           | 1740 - 1780 | dochter                                             |
|                          | 1741 - 1743 | tegenkoning Karel Albrecht, Huis Wittelsbach        |
| Jozef II                 | 1780 - 1790 | zoon                                                |
| Leopold II               | 1790 - 1792 | broer                                               |
| Frans I                  | 1792 - 1835 | zoon                                                |
| Ferdinand V              | 1835 - 1848 | zoon                                                |
| Frans Jozef I            | 1848 - 1916 | neef, kleinzoon van Frans I                         |
| Karel III                | 1916 - 1918 | achterneef                                          |